# Heteroschismoides subterfissus
Heteroschismoides subterfissus är en blötdjursart som först beskrevs av John Gwyn Jeffreys 1877.  Heteroschismoides subterfissus ingår i släktet Heteroschismoides och familjen Entalinidae. Inga underarter finns listade i Catalogue of Life.